# Slaviša Jokanović
Slaviša Jokanović (in serbo Славиша Јокановић?; Novi Sad, 16 agosto 1968) è un allenatore di calcio ed ex calciatore serbo, fino al 2003 jugoslavo e al 2006 serbo-montenegrino, di ruolo centrocampista, tecnico dell’Al-Nasr.

## Carriera

### Giocatore
Inizia la carriera professionistica nel Novi Sad, con cui debutta nella massima serie del campionato jugoslavo nel 1986. Due anni dopo passa ai vicini del Vojvodina, con cui vince il campionato nel 1988-1989, annata in cui segna 4 gol in 24 presenze in massima serie. Trasferitosi nel 1990 al Partizan, trascorre tre anni a Belgrado, vincendo la Coppa di Jugoslavia nel 1991-1992 e il campionato nel 1992-1993, stagione in cui segna 13 dei 103 gol messi a segno dalla sua squadra in 36 partite.
Dopo cinque anni nel campionato jugoslavo, nel 1993 si trasferisce al Real Oviedo, nella Primera División spagnola. In squadra trova i connazionali Janko Janković, Nikola Jerkan e Robert Prosinečki. Nell'estate del 1995 è prelevato dal Tenerife, dove resta quattro anni e si mette in luce in maniera definitiva sia in campionato che nelle coppe europee, attirando l'interesse di grandi squadre, come il Deportivo La Coruña, che se lo aggiudicherà nel 1999. Con la squadra di La Coruña vince il campionato spagnolo nel 1999-2000.
Dopo una sola stagione in Galizia, nel 2000 firma per il Chelsea, dove rimane due anni disputando 38 partite, senza mettere a segno alcun gol. Nel 2003 decide di tornare in Spagna, al Ciudad de Murcia, dove chiude la carriera.

### Allenatore
Il 26 dicembre 2007 diventa l'allenatore del Partizan, nonostante non abbia mai ricoperto questo ruolo (è stato solo un dirigente della squadra di Belgrado). Il 5 settembre 2009 viene sollevato dall'incarico.
Nel 2012 ritorna ad allenare una squadra di calcio, nella fattispecie i thailandesi del Muangthong United. Dopo altre esperienze in Bulgaria (con il Levski Sofia) e in Spagna (con l'Hércules), il 7 ottobre 2014 assume la guida del Watford Football Club., con cui lo stesso anno conquista la promozione in Premier League con una giornata d'anticipo, 9 anni dopo l'ultima promozione. Dopo essere stato sostituito da Quique Sánchez Flores sulla panchina del club inglese, il 16 giugno 2015 diventa il nuovo allenatore del Maccabi Tel Aviv. Rassegna le dimissioni nel gennaio 2016 e in primavera viene ingaggiato per subentrare nella panchina del Fulham, nella seconda serie inglese. Dopo alcuni tentativi riesce a riportare la squadra londinese in Premier League, ottenendo la promozione dopo aver vinto la finale dei play-off contro l'Aston Villa il 26 maggio 2018. Il 14 novembre seguente, dopo aver ottenuto solo una sola vittoria e due pareggi e subito nove sconfitte in dodici giornate, con la squadra all'ultimo posto in classifica, viene esonerato e rimpiazzato da Claudio Ranieri.

## Statistiche

### Giocatore

#### Cronologia presenze e reti in Nazionale
| Cronologia completa delle presenze e delle reti in nazionale ― Jugoslavia | Cronologia completa delle presenze e delle reti in nazionale ― Jugoslavia | Cronologia completa delle presenze e delle reti in nazionale ― Jugoslavia | Cronologia completa delle presenze e delle reti in nazionale ― Jugoslavia | Cronologia completa delle presenze e delle reti in nazionale ― Jugoslavia | Cronologia completa delle presenze e delle reti in nazionale ― Jugoslavia | Cronologia completa delle presenze e delle reti in nazionale ― Jugoslavia | Cronologia completa delle presenze e delle reti in nazionale ― Jugoslavia |
| Data                                                                      | Città                                                                     | In casa                                                                   | Risultato                                                                 | Ospiti                                                                    | Competizione                                                              | Reti                                                                      | Note                                                                      |
| ------------------------------------------------------------------------- | ------------------------------------------------------------------------- | ------------------------------------------------------------------------- | ------------------------------------------------------------------------- | ------------------------------------------------------------------------- | ------------------------------------------------------------------------- | ------------------------------------------------------------------------- | ------------------------------------------------------------------------- |
| 27-2-1991                                                                 | Smirne                                                                    | Turchia                                                                   | 1 – 1                                                                     | Jugoslavia                                                                | Amichevole                                                                | -                                                                         | 83’                                                                       |
| 8-8-1991                                                                  | Aosta                                                                     | Cecoslovacchia                                                            | 0 – 1                                                                     | Jugoslavia                                                                | Amichevole                                                                | -                                                                         | 46’                                                                       |
| 4-9-1991                                                                  | Solna                                                                     | Svezia                                                                    | 4 – 3                                                                     | Jugoslavia                                                                | Amichevole                                                                | -                                                                         | 80’                                                                       |
| 16-10-1991                                                                | Landskrona                                                                | Fær Øer                                                                   | 0 – 2                                                                     | Jugoslavia                                                                | Qual. Euro 1992                                                           | -                                                                         |                                                                           |
| 30-10-1991                                                                | Varginha                                                                  | Brasile                                                                   | 3 – 1                                                                     | Jugoslavia                                                                | Amichevole                                                                | -                                                                         | Ammonizione                                                               |
| 13-11-1991                                                                | Vienna                                                                    | Austria                                                                   | 0 – 2                                                                     | Jugoslavia                                                                | Qual. Euro 1992                                                           | -                                                                         |                                                                           |
| Totale                                                                    |                                                                           | Presenze                                                                  | 6                                                                         |                                                                           | Reti                                                                      | 0                                                                         |                                                                           |

| Cronologia completa delle presenze e delle reti in nazionale ― Jugoslavia | Cronologia completa delle presenze e delle reti in nazionale ― Jugoslavia | Cronologia completa delle presenze e delle reti in nazionale ― Jugoslavia | Cronologia completa delle presenze e delle reti in nazionale ― Jugoslavia | Cronologia completa delle presenze e delle reti in nazionale ― Jugoslavia | Cronologia completa delle presenze e delle reti in nazionale ― Jugoslavia | Cronologia completa delle presenze e delle reti in nazionale ― Jugoslavia | Cronologia completa delle presenze e delle reti in nazionale ― Jugoslavia |
| Data                                                                      | Città                                                                     | In casa                                                                   | Risultato                                                                 | Ospiti                                                                    | Competizione                                                              | Reti                                                                      | Note                                                                      |
| ------------------------------------------------------------------------- | ------------------------------------------------------------------------- | ------------------------------------------------------------------------- | ------------------------------------------------------------------------- | ------------------------------------------------------------------------- | ------------------------------------------------------------------------- | ------------------------------------------------------------------------- | ------------------------------------------------------------------------- |
| 23-12-1994                                                                | Porto Alegre                                                              | Brasile                                                                   | 2 – 0                                                                     | Jugoslavia                                                                | Amichevole                                                                | -                                                                         | 76’                                                                       |
| 27-12-1994                                                                | Buenos Aires                                                              | Argentina                                                                 | 1 – 0                                                                     | Jugoslavia                                                                | Amichevole                                                                | -                                                                         |                                                                           |
| 31-5-1995                                                                 | Belgrado                                                                  | Jugoslavia                                                                | 1 – 2                                                                     | Russia                                                                    | Amichevole                                                                | -                                                                         |                                                                           |
| 20-9-1995                                                                 | Salonicco                                                                 | Grecia                                                                    | 0 – 2                                                                     | Jugoslavia                                                                | Amichevole                                                                | -                                                                         |                                                                           |
| 27-3-1996                                                                 | Belgrado                                                                  | Jugoslavia                                                                | 1 – 0                                                                     | Romania                                                                   | Amichevole                                                                | -                                                                         |                                                                           |
| 24-4-1996                                                                 | Belgrado                                                                  | Jugoslavia                                                                | 3 – 1                                                                     | Fær Øer                                                                   | Qual. Mondiali 1998                                                       | -                                                                         |                                                                           |
| 2-6-1996                                                                  | Belgrado                                                                  | Jugoslavia                                                                | 6 – 0                                                                     | Malta                                                                     | Qual. Mondiali 1998                                                       | -                                                                         |                                                                           |
| 6-10-1996                                                                 | Toftir                                                                    | Fær Øer                                                                   | 1 – 8                                                                     | Jugoslavia                                                                | Qual. Mondiali 1998                                                       | 2                                                                         |                                                                           |
| 10-11-1996                                                                | Belgrado                                                                  | Jugoslavia                                                                | 1 – 0                                                                     | Rep. Ceca                                                                 | Qual. Mondiali 1998                                                       | -                                                                         | 55’                                                                       |
| 14-12-1996                                                                | Valencia                                                                  | Spagna                                                                    | 2 – 0                                                                     | Jugoslavia                                                                | Qual. Mondiali 1998                                                       | -                                                                         |                                                                           |
| 28-12-1996                                                                | Mar del Plata                                                             | Argentina                                                                 | 2 – 3                                                                     | Jugoslavia                                                                | Amichevole                                                                | -                                                                         | cap.                                                                      |
| 12-3-1997                                                                 | Belgrado                                                                  | Jugoslavia                                                                | 0 – 0                                                                     | Russia                                                                    | Amichevole                                                                | -                                                                         |                                                                           |
| 2-4-1997                                                                  | Praga                                                                     | Rep. Ceca                                                                 | 1 – 2                                                                     | Jugoslavia                                                                | Qual. Mondiali 1998                                                       | -                                                                         | 80’                                                                       |
| 8-6-1997                                                                  | Belgrado                                                                  | Jugoslavia                                                                | 2 – 0                                                                     | Slovacchia                                                                | Qual. Mondiali 1998                                                       | -                                                                         |                                                                           |
| 12-6-1997                                                                 | Seul                                                                      | Ghana                                                                     | 1 – 3                                                                     | Jugoslavia                                                                | Amichevole                                                                | 1                                                                         | cap.                                                                      |
| 14-6-1997                                                                 | Suwon                                                                     | Egitto                                                                    | 0 – 0                                                                     | Jugoslavia                                                                | Amichevole                                                                | -                                                                         | cap.                                                                      |
| 16-6-1997                                                                 | Seul                                                                      | Corea del Sud                                                             | 1 – 1                                                                     | Jugoslavia                                                                | Amichevole                                                                | 1                                                                         | cap.                                                                      |
| 20-8-1997                                                                 | San Pietroburgo                                                           | Russia                                                                    | 0 – 1                                                                     | Jugoslavia                                                                | Amichevole                                                                | 1                                                                         | cap.                                                                      |
| 10-9-1997                                                                 | Bratislava                                                                | Slovacchia                                                                | 1 – 1                                                                     | Jugoslavia                                                                | Qual. Mondiali 1998                                                       | -                                                                         |                                                                           |
| 11-10-1997                                                                | Ta' Qali                                                                  | Malta                                                                     | 0 – 5                                                                     | Jugoslavia                                                                | Qual. Mondiali 1998                                                       | -                                                                         |                                                                           |
| 29-10-1997                                                                | Budapest                                                                  | Ungheria                                                                  | 1 – 7                                                                     | Jugoslavia                                                                | Qual. Mondiali 1998                                                       | -                                                                         |                                                                           |
| 15-11-1997                                                                | Belgrado                                                                  | Jugoslavia                                                                | 5 – 0                                                                     | Ungheria                                                                  | Qual. Mondiali 1998                                                       | -                                                                         | 46’                                                                       |
| 28-1-1998                                                                 | Tunisi                                                                    | Tunisia                                                                   | 0 – 3                                                                     | Jugoslavia                                                                | Amichevole                                                                | 1                                                                         | cap.                                                                      |
| 25-3-1998                                                                 | Bogotà                                                                    | Colombia                                                                  | 0 – 0                                                                     | Jugoslavia                                                                | Amichevole                                                                | -                                                                         | 46’                                                                       |
| 22-4-1998                                                                 | Belgrado                                                                  | Jugoslavia                                                                | 3 – 1                                                                     | Corea del Sud                                                             | Amichevole                                                                | 2                                                                         |                                                                           |
| 29-5-1998                                                                 | Belgrado                                                                  | Jugoslavia                                                                | 3 – 0                                                                     | Nigeria                                                                   | Amichevole                                                                | -                                                                         |                                                                           |
| 3-6-1998                                                                  | Losanna                                                                   | Jugoslavia                                                                | 1 – 0                                                                     | Giappone                                                                  | Amichevole                                                                | -                                                                         |                                                                           |
| 6-6-1998                                                                  | Basilea                                                                   | Svizzera                                                                  | 1 – 1                                                                     | Jugoslavia                                                                | Amichevole                                                                | -                                                                         | 46’                                                                       |
| 14-6-1998                                                                 | Saint-Étienne                                                             | Jugoslavia                                                                | 1 – 0                                                                     | Iran                                                                      | Mondiali 1998 - 1º turno                                                  | -                                                                         |                                                                           |
| 21-6-1998                                                                 | Lens                                                                      | Germania                                                                  | 2 – 2                                                                     | Jugoslavia                                                                | Mondiali 1998 - 1º turno                                                  | -                                                                         |                                                                           |
| 25-6-1998                                                                 | Nantes                                                                    | Stati Uniti                                                               | 0 – 1                                                                     | Jugoslavia                                                                | Mondiali 1998 - 1º turno                                                  | -                                                                         |                                                                           |
| 29-6-1998                                                                 | Tolosa                                                                    | Jugoslavia                                                                | 1 – 2                                                                     | Paesi Bassi                                                               | Mondiali 1998 - Ottavi di finale                                          | -                                                                         |                                                                           |
| 2-9-1998                                                                  | Niš                                                                       | Jugoslavia                                                                | 1 – 1                                                                     | Svizzera                                                                  | Amichevole                                                                | -                                                                         | 46’                                                                       |
| 23-9-1998                                                                 | São Luís                                                                  | Brasile                                                                   | 1 – 1                                                                     | Jugoslavia                                                                | Amichevole                                                                | -                                                                         |                                                                           |
| 18-11-1998                                                                | Belgrado                                                                  | Jugoslavia                                                                | 1 – 0                                                                     | Irlanda                                                                   | Qual. Euro 2000                                                           | -                                                                         | 48’                                                                       |
| 10-2-1999                                                                 | Ta' Qali                                                                  | Malta                                                                     | 0 – 3                                                                     | Jugoslavia                                                                | Qual. Euro 2000                                                           | -                                                                         |                                                                           |
| 8-6-1999                                                                  | Salonicco                                                                 | Jugoslavia                                                                | 4 – 1                                                                     | Malta                                                                     | Qual. Euro 2000                                                           | -                                                                         |                                                                           |
| 18-8-1999                                                                 | Belgrado                                                                  | Jugoslavia                                                                | 0 – 0                                                                     | Croazia                                                                   | Qual. Euro 2000                                                           | -                                                                         | 60’                                                                       |
| 5-9-1999                                                                  | Belgrado                                                                  | Jugoslavia                                                                | 3 – 1                                                                     | Macedonia                                                                 | Qual. Euro 2000                                                           | -                                                                         |                                                                           |
| 8-9-1999                                                                  | Skopje                                                                    | Macedonia                                                                 | 2 – 4                                                                     | Jugoslavia                                                                | Qual. Euro 2000                                                           | -                                                                         |                                                                           |
| 9-10-1999                                                                 | Zagabria                                                                  | Croazia                                                                   | 2 – 2                                                                     | Jugoslavia                                                                | Qual. Euro 2000                                                           | -                                                                         | 36’                                                                       |
| 23-2-2000                                                                 | Skopje                                                                    | Macedonia                                                                 | 1 – 2                                                                     | Jugoslavia                                                                | Amichevole                                                                | -                                                                         | 46’                                                                       |
| 28-3-2000                                                                 | Belgrado                                                                  | Jugoslavia                                                                | 1 – 0                                                                     | Cina                                                                      | Amichevole                                                                | -                                                                         | 46’                                                                       |
| 25-5-2000                                                                 | Pechino                                                                   | Cina                                                                      | 0 – 2                                                                     | Jugoslavia                                                                | Amichevole                                                                | -                                                                         | 46’                                                                       |
| 28-5-2000                                                                 | Seul                                                                      | Corea del Sud                                                             | 0 – 0                                                                     | Jugoslavia                                                                | Amichevole                                                                | -                                                                         |                                                                           |
| 30-5-2000                                                                 | Seongnam                                                                  | Corea del Sud                                                             | 0 – 0                                                                     | Jugoslavia                                                                | Amichevole                                                                | -                                                                         | 46’                                                                       |
| 13-6-2000                                                                 | Charleroi                                                                 | Jugoslavia                                                                | 3 – 3                                                                     | Slovenia                                                                  | Euro 2000 - 1º turno                                                      | -                                                                         |                                                                           |
| 18-6-2000                                                                 | Liegi                                                                     | Jugoslavia                                                                | 1 – 0                                                                     | Norvegia                                                                  | Euro 2000 - 1º turno                                                      | -                                                                         | 27’ 89’                                                                   |
| 21-6-2000                                                                 | Bruges                                                                    | Spagna                                                                    | 4 – 3                                                                     | Jugoslavia                                                                | Euro 2000 - 1º turno                                                      | -                                                                         | 38’, 64’                                                                  |
| 3-9-2000                                                                  | Lussemburgo                                                               | Lussemburgo                                                               | 0 – 2                                                                     | Jugoslavia                                                                | Qual. Mondiali 2002                                                       | 1                                                                         |                                                                           |
| 28-3-2001                                                                 | Lubiana                                                                   | Slovenia                                                                  | 1 – 1                                                                     | Jugoslavia                                                                | Qual. Mondiali 2002                                                       | -                                                                         | 50’ 67’                                                                   |
| 25-4-2001                                                                 | Belgrado                                                                  | Jugoslavia                                                                | 0 – 1                                                                     | Russia                                                                    | Qual. Mondiali 2002                                                       | -                                                                         | 80’                                                                       |
| 1-9-2001                                                                  | Basilea                                                                   | Svizzera                                                                  | 1 – 2                                                                     | Jugoslavia                                                                | Qual. Mondiali 2002                                                       | -                                                                         |                                                                           |
| 5-9-2001                                                                  | Belgrado                                                                  | Jugoslavia                                                                | 1 – 1                                                                     | Slovenia                                                                  | Qual. Mondiali 2002                                                       | -                                                                         | 49’                                                                       |
| 6-10-2001                                                                 | Belgrado                                                                  | Jugoslavia                                                                | 6 – 2                                                                     | Lussemburgo                                                               | Qual. Mondiali 2002                                                       | 1                                                                         |                                                                           |
| 13-2-2002                                                                 | Phoenix                                                                   | Messico                                                                   | 1 – 2                                                                     | Jugoslavia                                                                | Amichevole                                                                | -                                                                         | 70’ 71’                                                                   |
| 27-3-2002                                                                 | Fortaleza                                                                 | Brasile                                                                   | 1 – 0                                                                     | Jugoslavia                                                                | Amichevole                                                                | -                                                                         | 53’ 64’                                                                   |
| 8-5-2002                                                                  | East Rutherford                                                           | Ecuador                                                                   | 1 – 0                                                                     | Jugoslavia                                                                | Amichevole                                                                | -                                                                         | 31’                                                                       |
| Totale                                                                    |                                                                           | Presenze                                                                  | 58                                                                        |                                                                           | Reti                                                                      | 10                                                                        |                                                                           |

### Allenatore

#### Club
PAGINA IN MANUTENZIONE
Statistiche aggiornate al 14 novembre 2018.
| Stagione        | Squadra          | Campionato      | Campionato | Campionato | Campionato | Campionato | Coppe nazionali | Coppe nazionali | Coppe nazionali | Coppe nazionali | Coppe nazionali | Coppe continentali | Coppe continentali | Coppe continentali | Coppe continentali | Coppe continentali | Altre coppe | Altre coppe | Altre coppe | Altre coppe | Altre coppe | Totale | Totale | Totale | Totale | % Vittorie | Piazzamento       |
| Stagione        | Squadra          | Comp            | G          | V          | N          | P          | Comp            | G               | V               | N               | P               | Comp               | G                  | V                  | N                  | P                  | Comp        | G           | V           | N           | P           | G      | V      | N      | P      | %          | Piazzamento       |
| --------------- | ---------------- | --------------- | ---------- | ---------- | ---------- | ---------- | --------------- | --------------- | --------------- | --------------- | --------------- | ------------------ | ------------------ | ------------------ | ------------------ | ------------------ | ----------- | ----------- | ----------- | ----------- | ----------- | ------ | ------ | ------ | ------ | ---------- | ----------------- |
| dic. 2007-2008  | Partizan         | SL              | 16         | 12         | 3          | 1          | CS              | 3               | 3               | 0               | 0               | CU                 | -                  | -                  | -                  | -                  | -           | -           | -           | -           | -           | 19     | 15     | 3      | 1      | 78,95      | Sub. 1º           |
| 2008-2009       | Partizan         | SL              | 33         | 25         | 5          | 3          | CS              | 5               | 5               | 0               | 0               | UCL+CU             | 4+6                | 1+2                | 2+0                | 1+4                | -           | -           | -           | -           | -           | 48     | 33     | 7      | 8      | 68,75      | 1º                |
| ago.-set. 2009  | Partizan         | SL              | 3          | 2          | 1          | 0          | CS              | -               | -               | -               | -               | UCL+UEL            | 4+2                | 3+1                | 0+1                | 1+0                | -           | -           | -           | -           | -           | 9      | 6      | 2      | 1      | 66,67      | Eson.             |
| Totale Partizan | Totale Partizan  | Totale Partizan | 52         | 39         | 9          | 4          |                 | 8               | 8               | 0               | 0               |                    | 16                 | 7                  | 3                  | 6                  |             | -           | -           | -           | -           | 76     | 54     | 12     | 10     | 71,05      |                   |
| lug.-ott. 2013  | Levski Sofia     | A-PFG           | 12         | 5          | 4          | 3          | CB              | 2               | 2               | 0               | 0               | UEL                | -                  | -                  | -                  | -                  | -           | -           | -           | -           | -           | 14     | 7      | 4      | 3      | 50,00      | Sub., Eson.       |
| mag.-giu. 2014  | Hércules         | SD              | 5          | 1          | 1          | 3          | CR              | -               | -               | -               | -               | -                  | -                  | -                  | -                  | -                  | -           | -           | -           | -           | -           | 5      | 1      | 1      | 3      | 20,00      | Sub., 22º (retr.) |
| ott. 2014-2015  | Watford          | FLC             | 35         | 21         | 5          | 9          | FACup+CdL       | 1+0             | 0               | 0               | 1               | -                  | -                  | -                  | -                  | -                  | -           | -           | -           | -           | -           | 36     | 21     | 5      | 10     | 58,33      | Sub. 1º (prom.)   |
| lug.-dic. 2015  | Maccabi Tel Aviv | Lh              | 16         | 11         | 2          | 3          | CI+CdL          | 2+3             | 1+1             | 0+0             | 1+2             | UCL                | 12                 | 2                  | 2                  | 8                  | SI          | 1           | 0           | 1           | 0           | 34     | 14     | 5      | 13     | 41,18      | Dimis.            |
| dic. 2015-2016  | Fulham           | FLC             | 23         | 7          | 6          | 10         | FACup+CdL       | 1+0             | 0               | 0               | 1               | -                  | -                  | -                  | -                  | -                  | -           | -           | -           | -           | -           | 24     | 7      | 6      | 11     | 29,17      | Sub. 20º          |
| 2016-2017       | Fulham           | FLC             | 46+2       | 22+0       | 14+1       | 10+1       | FACup+CdL       | 3+3             | 2+2             | 0+0             | 1+1             | -                  | -                  | -                  | -                  | -                  | -           | -           | -           | -           | -           | 54     | 26     | 15     | 13     | 48,15      | 6º                |
| 2017-2018       | Fulham           | FLC             | 46+3       | 25+2       | 13+0       | 8+1        | FACup+CdL       | 1+2             | 0+1             | 0+0             | 1+1             | -                  | -                  | -                  | -                  | -                  | -           | -           | -           | -           | -           | 52     | 28     | 13     | 11     | 53,85      | 3º (prom.)        |
| ago.-nov. 2018  | Fulham           | PL              | 12         | 1          | 2          | 9          | FACup+CdL       | 0+3             | 2               | 0               | 1               | -                  | -                  | -                  | -                  | -                  | -           | -           | -           | -           | -           | 15     | 3      | 2      | 10     | 20,00      | Eson.             |
| Totale Fulham   | Totale Fulham    | Totale Fulham   | 127+5      | 55+2       | 35+1       | 37+2       |                 | 13              | 7               | 0               | 6               |                    | -                  | -                  | -                  | -                  |             | -           | -           | -           | -           | 145    | 64     | 36     | 45     | 44,14      |                   |
| Totale carriera | Totale carriera  | Totale carriera | 34         | 15         | 6          | 13         |                 | 8               | 5               | 2               | 1               |                    | -                  | -                  | -                  | -                  |             | -           | -           | -           | -           | 42     | 20     | 8      | 14     | 47,62      |                   |

## Palmarès

### Giocatore
- Campionato jugoslavo: 2

Vojvodina: 1988-1989
Partizan: 1992-1993
- Coppa di Jugoslavia: 1

Partizan: 1991-1992
- Campionato spagnolo: 1

Deportivo: 1999-2000
- Supercoppa di Spagna: 1

Deportivo: 2000

### Allenator e
- Campionato serbo: 2

Partizan: 2007-2008, 2008-2009
- Coppa di Serbia: 2

Partizan: 2007-2008, 2008-2009
- Football League Championship: 1

Watford: 2014-2015

#### Individuale
- Allenatore serbo dell'anno: 1

2008